# گیرنده ی گلوتاماتی متابوتروپیک

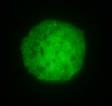
میکروگرافهای فلورسنت از سلولهای بیان کننده mGluR1 دارای نشانگر پروتئین فلورسنت سبز

گلوتامیک اسید

گیرنده‌های گلوتامات متابوتروپیک یا mGluRs، نوعی گیرنده گلوتامات هستند که از طریق فرایند متابوتروپیک غیر مستقیم فعال می‌شوند. آنها از اعضای خانواده Cی گیرنده‌های همراه با پروتئین G یا GPCR هستند. مانند تمام گیرنده‌های گلوتامات، mGluRها نیز به گلوتامات متصل می‌شوند. از لحاظ بیوشیمیایی گلوتامات در دستهٔ اسید آمینه ای قرار می‌گیرد و در بدن به عنوان یک انتقال دهنده عصبی تحریکی عمل می‌کند.

## عملکرد و ساختار
mGluRها عملکردهای مختلفی را در سیستم عصبی مرکزی و محیطی انجام می‌دهند: به عنوان مثال، آنها در یادگیری، حافظه، اضطراب و درک درد نقش دارند. این گیرنده‌ها در سلولهای عصبی پیش سیناپسی و پس سیناپسی در سیناپس‌های هیپوکامپ، مخچه، و قشر مخ و همچنین سایر قسمتهای مغز و بافتهای محیطی یافت می‌شوند.
مانند سایر گیرنده‌های متابوتروپیک، mGluRها دارای هفت دومین غشایی هستند که عرض غشای سلول را طی می‌کنند. برخلاف گیرنده‌های یونوتروپیک، گیرنده‌های گلوتامات متابوتروپیک کانال‌های یونی نیستند. در عوض، آنها آبشارهای بیوشیمیایی را فعال کرده و منجر به تغییر پروتئین‌های دیگر مانند کانال‌های یونی می‌شوند. این می‌تواند منجر به تغییر در تحریک پذیری سیناپس شود، برای مثال با مهار پیش سیناپسی انتقال عصبی، یا تعدیل و حتی القای پاسخ‌های پس سیناپسی.